# Eiji Kawanishi
 (avril 2018).
Pour les articles homonymes, voir Kawanishi (homonymie).
Eiji Kawanishi est un maître karatéka professionnel et professeur de karaté japonais,.

## Biographie
Eiji Kawanishi naît le 11 janvier 1952 à Iwaya, sur l'Ile d'Awaji, au Japon. Il débute le karaté en 1967, à 15 ans, sous la tutelle de maître Nagano (né le 3 juin 1939), et obtient son premier dan deux ans plus tard, à l'âge de 17 ans.
À partir de 1971, il participe aux stages de grands maîtres japonais, et suit l'enseignement d'un maître renommé, maître Tani, à Kobe, au Honbu Dojo. Le 3 mars 1974, Eiji Kawanishi devient champion du Japon de karaté. L'année suivante, il part en tournée en Europe, accompagné de maître Tani, de qui il est l'assistant. C'est lors de ce voyage qu'il décide de rester en Europe, et d'enseigner à son tour le karaté. Les premiers mois, il enseigne en Angleterre et en Belgique, puis s'installe définitivement en France en 1976.
Il vit actuellement à Nantes, dans la région Pays-de-la-Loire, où il enseigne toujours son art, en tant qu'expert fédéral de la Fédération Française de Karaté. Il anime notamment de nombreux stages de karaté à travers la France. En 2014, il obtient officiellement son 8ème dan,,.

## Distinctions
- Champion du Japon de Karaté 1974
- Ceinture noire de karaté 9°dan
- Expert Fédéral de la Fédération Française de Karaté[5]